# 兴证全球基金
兴证全球基金是兴业证券的控股子公司以及基金公司，曾用名兴业基金、兴业全球基金、兴全基金。兴证全球基金由兴业证券与荷兰全球人寿保险集团合资。

## 歷史
2003年9月，兴业证券發起成立兴业基金。2008年，荷兰全球人寿保险集团入股，持有49%股权，兴业证券持股51%，同年更名兴业全球基金。2016年12月，兴业全球基金更名为兴全基金。2020年3月18日，兴全基金更名為兴证全球基金。